# Ernesto Luigi I di Sassonia-Meiningen
Ernesto Luigi I di Sassonia-Meiningen (Gotha, 7 ottobre 1672 – Meiningen, 24 novembre 1724) è stato duca di Sassonia-Meiningen dal 1706 sino alla sua morte.

## Biografia
Egli era il figlio maggiore di Bernardo I di Sassonia-Meiningen e della sua prima moglie, Maria Edvige d'Assia-Darmstadt.
Alla morte del padre, nel 1706, egli ereditò il Ducato di Sassonia-Meiningen assieme al fratello Federico Guglielmo ed al fratellastro Antonio Ulrico, dal momento che il testamento del padre aveva sancito l'indivisibilità del ducato.
Come fratello maggiore, Ernesto Luigi stabilì l'autocrazia per sé e per i suoi discendenti. Subito dopo la morte del padre, infatti, Ernesto Luigi siglò un contratto coi fratelli su questa linea; per questo, essi dovevano lasciare la maggior parte delle azioni di governo nelle sue mani. Ad ogni modo, l'introduzione del diritto di primogenitura fallì; grazie a questo, i suoi fratelli poterono governare ancora il ducato come reggenti e tutori del figlio di Ernesto Luigi alla di lui morte.

## Matrimoni

### Primo matrimonio
Sposò, il 19 settembre 1704 a Gotha, sua cugina Dorotea Maria di Sassonia-Gotha-Altenburg, figlia di Federico I di Sassonia-Gotha-Altenburg. Dal matrimonio nacquero cinque figli:
- Giuseppe Bernardo (1706-1724);
- Federico Augusto (nato e morto nel 1707);
- Ernesto Luigi (1709-1729);
- Luisa Dorotea (1710-1767), sposò Federico III di Sassonia-Gotha-Altenburg;
- Carlo Federico (1712-1743).

### Secondo matrimonio
Sposò, il 3 giugno 1714 nel Castello di Ehrenburg, a Coburgo, Elisabetta Sofia di Brandeburgo, figlia di Federico I Guglielmo di Brandeburgo, da cui però non ebbe figli.

## Ascendenza
|                                            |                                       |                                               | Genitori                                       |  |  | Nonni |  |  | Bisnonni                                      |  |  | Trisnonni                               |  |
|                                            |                                       |                                               |                                                |  |  |       |  |  | Johann III, duca di Sassonia-Weimar-Altenburg |  |  | Johann Wilhelm, duca di Sassonia-Weimar |  |
|                                            |                                       |                                               |                                                |  |  |       |  |  | Johann III, duca di Sassonia-Weimar-Altenburg |  |  | Johann Wilhelm, duca di Sassonia-Weimar |  |
|                                            |                                       | Dorothea Susanne von der Pfalz                |                                                |  |  |       |  |  | Johann III, duca di Sassonia-Weimar-Altenburg |  |  |                                         |  |
| Ernst I, duca di Sassonia-Gotha-Altenburg  |                                       |                                               |                                                |  |  |       |  |  | Johann III, duca di Sassonia-Weimar-Altenburg |  |  |                                         |  |
|                                            |                                       | Dorothea Maria von Anhalt                     | Joachim Ernst, principe di Anhalt              |  |  |       |  |  |                                               |  |  |                                         |  |
|                                            |                                       | Dorothea Maria von Anhalt                     | Joachim Ernst, principe di Anhalt              |  |  |       |  |  |                                               |  |  |                                         |  |
|                                            |                                       | Dorothea Maria von Anhalt                     | Eleonore von Württemberg                       |  |  |       |  |  |                                               |  |  |                                         |  |
| Bernhard I, duca di Sassonia-Meiningen     |                                       | Dorothea Maria von Anhalt                     |                                                |  |  |       |  |  |                                               |  |  |                                         |  |
|                                            |                                       | Johann Philipp, duca di Sassonia-Altenburg    | Friedrich Wilhelm I, duca di Sassonia-Weimar   |  |  |       |  |  |                                               |  |  |                                         |  |
|                                            |                                       | Johann Philipp, duca di Sassonia-Altenburg    | Friedrich Wilhelm I, duca di Sassonia-Weimar   |  |  |       |  |  |                                               |  |  |                                         |  |
|                                            |                                       | Johann Philipp, duca di Sassonia-Altenburg    | Anna Maria von Pfalz-Neuburg                   |  |  |       |  |  |                                               |  |  |                                         |  |
| Elisabeth Sophia von Sachsen-Altenburg     |                                       | Johann Philipp, duca di Sassonia-Altenburg    |                                                |  |  |       |  |  |                                               |  |  |                                         |  |
|                                            |                                       | Elisabeth von Braunschweig-Lüneburg           | Heinrich Julius, Duca di Brunswick-Lüneburg    |  |  |       |  |  |                                               |  |  |                                         |  |
|                                            |                                       | Elisabeth von Braunschweig-Lüneburg           | Heinrich Julius, Duca di Brunswick-Lüneburg    |  |  |       |  |  |                                               |  |  |                                         |  |
|                                            |                                       | Elisabeth von Braunschweig-Lüneburg           | Elisabeth af Danmark                           |  |  |       |  |  |                                               |  |  |                                         |  |
| Ernst Ludwig I, duca di Sassonia-Meiningen |                                       | Elisabeth von Braunschweig-Lüneburg           |                                                |  |  |       |  |  |                                               |  |  |                                         |  |
|                                            | Ludwig V, langravio d'Assia-Darmstadt | Georg I, langravio d'Assia-Darmstadt          |                                                |  |  |       |  |  |                                               |  |  |                                         |  |
|                                            | Ludwig V, langravio d'Assia-Darmstadt | Georg I, langravio d'Assia-Darmstadt          |                                                |  |  |       |  |  |                                               |  |  |                                         |  |
|                                            | Ludwig V, langravio d'Assia-Darmstadt | Magdalena zur Lippe                           |                                                |  |  |       |  |  |                                               |  |  |                                         |  |
| Georg II, langravio d'Assia-Darmstadt      | Ludwig V, langravio d'Assia-Darmstadt |                                               |                                                |  |  |       |  |  |                                               |  |  |                                         |  |
|                                            |                                       | Magdalena von Brandenburg                     | Johann Georg, principe elettore di Brandeburgo |  |  |       |  |  |                                               |  |  |                                         |  |
|                                            |                                       | Magdalena von Brandenburg                     | Johann Georg, principe elettore di Brandeburgo |  |  |       |  |  |                                               |  |  |                                         |  |
|                                            |                                       | Magdalena von Brandenburg                     | Elisabeth von Anhalt-Zerbst                    |  |  |       |  |  |                                               |  |  |                                         |  |
| Marie Hedwig von Hessen-Darmstadt          |                                       | Magdalena von Brandenburg                     |                                                |  |  |       |  |  |                                               |  |  |                                         |  |
|                                            |                                       | Johann Georg I, principe elettore di Sassonia | Christian I, principe elettore di Sassonia     |  |  |       |  |  |                                               |  |  |                                         |  |
|                                            |                                       | Johann Georg I, principe elettore di Sassonia | Christian I, principe elettore di Sassonia     |  |  |       |  |  |                                               |  |  |                                         |  |
|                                            |                                       | Johann Georg I, principe elettore di Sassonia | Sophie von Brandenburg                         |  |  |       |  |  |                                               |  |  |                                         |  |
| Sophie Eleonore von Sachsen                |                                       | Johann Georg I, principe elettore di Sassonia |                                                |  |  |       |  |  |                                               |  |  |                                         |  |
|                                            |                                       | Magdalena Sibylle von Preußen                 | Albrecht Friedrich, duca di Prussia            |  |  |       |  |  |                                               |  |  |                                         |  |
|                                            |                                       | Magdalena Sibylle von Preußen                 | Albrecht Friedrich, duca di Prussia            |  |  |       |  |  |                                               |  |  |                                         |  |
|                                            |                                       | Magdalena Sibylle von Preußen                 | Marie Eleonore von Jülich-Kleve-Berg           |  |  |       |  |  |                                               |  |  |                                         |  |
|                                            |                                       | Magdalena Sibylle von Preußen                 |                                                |  |  |       |  |  |                                               |  |  |                                         |  |